# Lega saudita professionistica
La Lega saudita professionistica (in arabo دوري المحترفين السعودي‎?, in inglese Saudi Professional League, sigla SPL), nota ufficialmente come Roshn Saudi League (in arabo دوري روشن السعودي‎?, Dawriyy Roshan as-Suʿūdī, sigla RSL) per motivi di sponsorizzazione, è il massimo livello professionistico del campionato saudita di calcio.
Posta sotto l'egida della federcalcio saudita, si svolge con cadenza annuale dal 1974. La squadra più titolata è l'Al-Hilal, che ha vinto il campionato per diciannove volte ed è, assieme ad Al-Nassr e Al-Ittihad, la compagine più presente nel girone unico, avendone disputata ogni stagione.

## Storia
Fino alla fine degli anni 1950, il calcio in Arabia Saudita era organizzato su base regionale, con l'unico torneo nazionale che era la Coppa del Re saudita. Dal 1957, i vari tornei regionali hanno avuto il ruolo di decretare i club che dovevano gareggiare nella manifestazione succitata. Il vincitore della Coppa del Re Saudita non era considerato come campione nazionale.
Nei primi anni 1970 si decise che il calcio saudita era pronto per l'organizzazione di un campionato nazionale. Da qui l'idea di istituire, nel 1974, la cosiddetta "Categorization League", un campionato di transizione con 16 club partecipanti da tutto il regno, divisi in due gironi, al fine di porre fine alle leghe regionali. Le prime quattro di ogni gruppo avrebbero preso parte al nuovo campionato nazionale, le ultime quattro alla seconda serie nazionale. La competizione è stata vinta dall'Al-Nassr in finale contro l'Al-Hilal.
Nel 1975, dunque, ebbe inizio il primo campionato saudita, denominato "Saudi Premier League", che tuttavia venne interrotto dopo appena quattro giornate a causa dell'assassinio del re Faysal.
Il primo campionato ufficiale venne così disputato nel 1976 e si concluse con la vittoria dell'Al-Hilal; seguita da quella dell'Al-Ahli, l'anno successivo.
Contestualmente i club partecipanti passarono da 8 a 10.
Nel 1978 furono ammessi nel campionato i calciatori stranieri. Fra questi il primo acquisto fu il campione del mondo brasiliano Rivelino da parte dell'Al-Hilal.
Il suo acquisto doveva essere l’apripista della rivoluzione del calcio in Arabia Saudita: su suggerimento di Rivelino, nello stesso anno l’Al-Hilal sostituì George Smith con l’ex allenatore juventino Paulo Amaral, a cui seguirono diversi allenatori internazionali.
Questo progetto però si rivelò presto meno efficace del previsto, a parte Rivellino non erano seguite altre grandi star internazionali, vi furono soltanto dei rari casi come Theo Bücker, del Duisburg, e lo svedese Thomas Sjöberg, del Malmö FF, passati entrambi all'Al-Ittihad. Nonostante gli acquisti, nel 1978-1979 l'Al-Hilal bissò il successo di due anni prima e nel biennio successivo a vincere fu l'Al-Nassr.
Nel 1981, a causa della partecipazione della nazionale saudita alle qualificazioni al campionato del mondo 1982, fu deciso di fondere le due leghe nazionali in un'unica. Le venti squadre vennero divise in due gironi, A e B. Le prime due di ogni girone entravano in una fase finale ad eliminazione diretta, vinta dall'Al-Ittihad.
Nella stagione successiva si tornò al normale girone all'italiana, con le prime otto che rimasero in massima serie e le restanti dodici che riformarono la seconda divisione; inoltre la Federcalcio saudita decise di revocare il permesso di acquistare calciatori stranieri.
Qualche anno dopo, nella stagione 1984-1985, il numero dei club venne aumentato a dodici e il campionato diviso in due gironi da sei squadre.
Nel 1990, alla vigilia della quindicesima edizione del torneo, la federcalcio saudita volle rivoluzionare il format della competizione, unendo campionato e coppa nazionale.
Il nuovo campionato di lega, chiamato "Coppa della Lega del Custode delle Due Sante Moschee", era diviso in due fasi: la prima fase era una regolare competizione di campionato a doppio girone all'italiana con le prime 4 qualificate per la fase finale, detta golden box. Dalla stagione 1992-1993, i club poterono inoltre ingaggiare giocatori su base professionale rendendo il campionato semiprofessionale.
Nel 2007 le due fasi vennero separate, il campionato fu rimodellato sulla base di un formato di doppio girone all'italiana e divenne a tutti gli effetti un campionato professionistico. La federazione creò anche una nuova coppa nazionale, chiamata "Coppa dei Campioni delle Due Sante Moschee", alla quale partecipano le migliori sei del campionato, il vincitore della Coppa della Corona del Principe e il vincitore della Coppa del Principe Faisal.
Nella stagione 2017-2018 fu attuata una riforma delle prime due serie, secondo la quale Lega professionistica passò a 16 squadre.
All'inizio del 2023, a seguito del trasferimento all'Al-Nassr di Cristiano Ronaldo, la competizione ha iniziato ad attirare grande attenzione mediatica. A partire dalla stagione 2023-2024, con l'arrivo di altri campioni, soprattutto da squadre europee, come Karim Benzema, N'Golo Kanté, Roberto Firmino, Sadio Mané, Riyad Mahrez, Édouard Mendy, Jordan Henderson, Marcelo Brozović, Neymar e Kalidou Koulibaly la manifestazione è tornata ad avere 18 squadre partecipanti.
Inoltre, nell'ambito del programma Saudi Vision 2030, il fondo per gli investimenti pubblici saudita ha acquistato il 75% delle quattro compagini fondatrici della manifestazione: Al-Ahli, Al-Hilal,Al-Ittihad e Al-Nassr. Per queste riforme il governo saudita è stato accusato di sportswashing.

## Formula
Le 18 squadre partecipanti giocano l'una contro l'altra due volte, per un totale di trentaquattro giornate. Al termine della competizione, le ultime tre qualificate retrocedono in Prima Divisione, mentre la quartultima gioca un play-out con la quarta classificata della Prima Divisione, con in palio un ulteriore posto nel campionato.

La squadra vincitrice del campionato accede alla AFC Champions League. Le prime tre classificate vincono rispettivamente: due milioni e mezzo, un milione e mezzo e un milione di rial.

## Partecipazioni per squadra
Sono 39 le squadre che hanno preso parte ad almeno una delle 50 edizioni a partire dalla edizione 1974-1975 fino alla edizione 2024-2025.
- 50 volte:  Al-Hilal,  Al-Ittihad,  Al-Nassr
- 49 volte:  Al-Shabab,  Al-Ahli
- 47 volte:  Al-Ettifaq
- 41 volte:  Al-Wahda
- 39 volte:  Al-Qadisiya
- 26 volte:  Al-Ra'ed,  Al-Riyadh,  Al-Tai
- 19 volte:  Al-Taawoun
- 17 volte:  Al-Fateh
- 16 volte:  Al-Nahda
- 13 volte:  Al-Faisaly
- 11 volte:  Al-Hazem,  Al-Najma,  Ohod
- 10 volte:  Al-Khaleej
- 9 volte:  Ansar,  Najran
- 8 volte:  Abha,  Damac,  Al-Fayha
- 7 volte:  Al-Shoalah
- 6 volte:  Hajer,  Al-Batin
- 4 volte:  Al-Rawdah
- 3 volte:  Al-Kawkb,  Al-Jabalain,  Al-Orobah
- 2 volte:  Al-Okhdood,  Al-Adalah,  Sdoos,  Al-Watani
- 1 volte:  Al-Arabi Saudi,  Al-Ain Saudi,  Al-Kholood,  Okaz

## Squadre
Stagione 2023-2024.
| Squadra     | Città          | Stadio                                                     |
| ----------- | -------------- | ---------------------------------------------------------- |
| Al-Ahli     | Gedda          | Stadio Città dello sport Re Abd Allah                      |
| Al-Ettifaq  | Dammam         | Stadio Principe Mohamed bin Fahd                           |
| Al-Fateh    | Al-Hasa        | Stadio Principe Abdullah bin Jalawi                        |
| Al-Fayha    | Al Majma'ah    | Stadio Città dello sport di Al-Majma'ah                    |
| Al-Hilal    | Riad           | Stadio internazionale Re Fahd                              |
| Al-Ittihad  | Gedda          | Stadio Città dello sport Re Abd Allah                      |
| Al-Khaleej  | Saihat         | Stadio Principe Muhammad bin Fahd                          |
| Al-Kholood  | Al-Rass        | Stadio Al-Hazem Club                                       |
| Al-Nassr    | Riad           | Stadio dell'Università Re Sa'ud                            |
| Al-Okhdood  | Najrān         | Stadio Città dello sport Principe Hathloul bin Abd al-Aziz |
| Al-Orobah   | Sakaka         | Al-Orobah Club Stadium                                     |
| Al-Qadisiya | Khobar         | Stadio Principe Saud bin Jalawi                            |
| Al-Ra'ed    | Burayda        | Stadio Città dello sport Re Abd Allah                      |
| Al-Riyadh   | Riad           | Stadio Principe Turki bin Abdul Aziz                       |
| Al-Shabab   | Riad           | Stadio internazionale Re Fahd                              |
| Al-Taawoun  | Burayda        | Stadio Città dello sport Re Abd Allah                      |
| Al-Wahda    | La Mecca       | Stadio Re Abdul Aziz                                       |
| Damac       | Khamis Mushait | Stadio Città dello sport di Al-Majma'ah                    |

## Albo d'oro
- 1974-1975:  Al-Nassr (1)
- 1975-1976: Annullato a seguito dell'assassinio del re Faysal
- 1976-1977:  Al-Hilal (1)
- 1977-1978:  Al-Ahli (1)
- 1978-1979:  Al-Hilal (2)
- 1979-1980:  Al-Nassr (2)
- 1980-1981:  Al-Nassr (3)
- 1981-1982:  Al-Ittihad (1)
- 1982-1983:  Al-Ettifaq (1)
- 1983-1984:  Al-Ahli (2)
- 1984-1985:  Al-Hilal (3)
- 1985-1986:  Al-Hilal (4)
- 1986-1987:  Al-Ettifaq (2)
- 1987-1988:  Al-Hilal (5)
- 1988-1989:  Al-Nassr (4)
- 1989-1990:  Al-Hilal (6)
- 1990-1991:  Al-Shabab (1)
- 1991-1992:  Al-Shabab (2)
- 1992-1993:  Al-Shabab (3)
- 1993-1994:  Al-Nassr (5)
- 1994-1995:  Al-Nassr (6)
- 1995-1996:  Al-Hilal (7)
- 1996-1997:  Al-Ittihad (2)
- 1997-1998:  Al-Hilal (8)
- 1998-1999:  Al-Ittihad (3)
- 1999-2000:  Al-Ittihad (4)
- 2000-2001:  Al-Ittihad (5)
- 2001-2002:  Al-Hilal (9)
- 2002-2003:  Al-Ittihad (6)
- 2003-2004:  Al-Shabab (4)
- 2004-2005:  Al-Hilal (10)
- 2005-2006:  Al-Shabab (5)
- 2006-2007:  Al-Ittihad (7)
- 2007-2008:  Al-Hilal (11)
- 2008-2009:  Al-Ittihad (8)
- 2009-2010:  Al-Hilal (12)
- 2010-2011:  Al-Hilal (13)
- 2011-2012:  Al-Shabab (6)
- 2012-2013:  Al-Fateh (1)
- 2013-2014:  Al-Nassr (7)
- 2014-2015:  Al-Nassr (8)
- 2015-2016:  Al-Ahli (3)
- 2016-2017:  Al-Hilal (14)
- 2017-2018:  Al-Hilal (15)
- 2018-2019:  Al-Nassr (9)
- 2019-2020:  Al-Hilal (16)
- 2020-2021:  Al-Hilal (17)
- 2021-2022:  Al-Hilal (18)
- 2022-2023:  Al-Ittihad (9)
- 2023-2024:  Al-Hilal (19)
- 2024-2025:  Al-Ittihad (10)

## Vittorie per squadra
| N° | Club       | Vittorie | Anni |
| -- | ---------- | -------- | --- |
| 1  | Al-Hilal   | 19       | 1977, 1979, 1985, 1986, 1988, 1990, 1996, 1998, 2002, 2005, 2008, 2010, 2011, 2017, 2018, 2020, 2021, 2022, 2024 |
| 2  | Al-Ittihad | 10       | 1982, 1997, 1999, 2000, 2001, 2003, 2007, 2009, 2023, 2025                                                       |
| 3  | Al-Nassr   | 9        | 1976, 1980, 1981, 1989, 1994, 1995, 2014, 2015, 2019                                                             |
| 4  | Al-Shabab  | 6        | 1991, 1992, 1993, 2004, 2006, 2012                                                                               |
| 5  | Al-Ahli    | 3        | 1978, 1984, 2016                                                                                                 |
| 6  | Al-Ettifaq | 2        | 1983, 1987 |
| 7  | Al-Fateh   | 1        | 2013 |

## Sponsorizzazioni
Dal 2009 è stata sponsorizzata da tre diversi brand, sempre comparsi nel nome della competizione.
- 2009-2014: Zain Group (Zain Saudi League)[28]
- 2014-2018: Abdul Latif Jameel (Dawry Jameel)[29]
- 2022-in corso: Roshn (Roshn Saudi League)[30]